# Brian Evenson

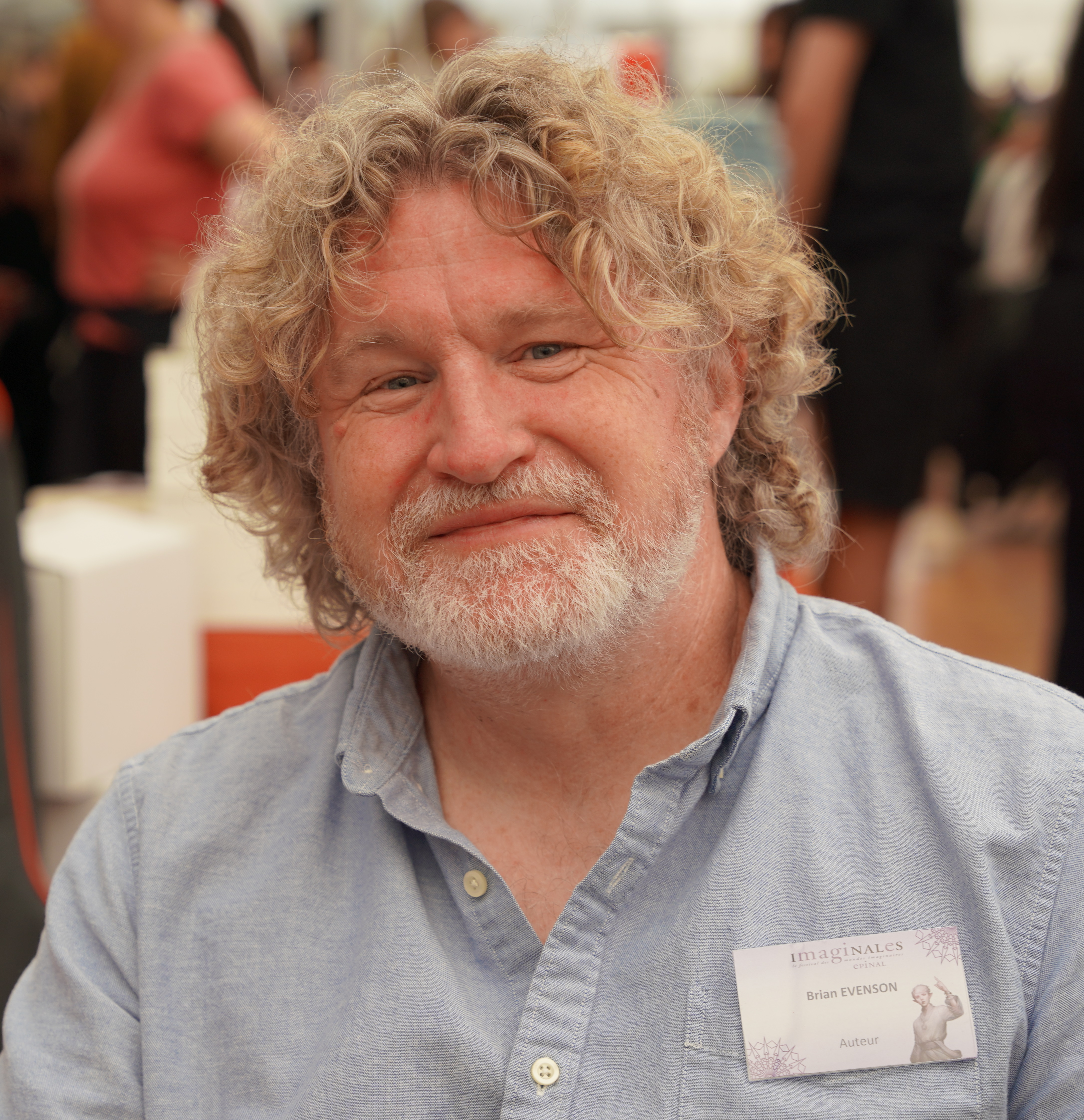
Brian Evanson 2023

Brian Evenson (* 12. August 1966) ist ein US-amerikanischer Schriftsteller sowohl literarischer als auch populärer Belletristik, wobei einige der letzteren unter dem Namen B. K. Evenson veröffentlicht wurden.
Sein Schreibstil wird oft als „Literarischer Minimalismus“ beschrieben und ist beeinflusst von Horror, New Weird, Detektivromanen, Science-Fiction und Kontinentalphilosophie. Evenson verwendet häufig schwarzen Humor und zeigt oft Charaktäre, die mit den Grenzen und Konsequenzen ihres Wissens kämpfen. Er hat auch Sachbücher geschrieben und mehrere Bücher französischsprachiger Autoren ins Englische übersetzt.
Seit 2016 unterrichtet Kreatives Schreiben, Ästhetik und Politik am California Institute of the Arts.

## Biografie
Brian Evenson wurde am 12. August 1966 in Ames (Iowa) geboren. Sein Vater, William Evenson, war lange Zeit Professor für Physik an der Brigham Young University und später Administrator an derselben Schule.
Er studierte an der Brigham Young University(BA) und der University of Washington (MA und PhD). Anschließend arbeitete Evenson als Lehrbeauftragter an der Brigham Young University, der Oklahoma State University, der Syracuse University, der University of Denver. Von 2003 bis 2015 war er Professor für Literaturwissenschaften an der Brown University in Providence.

## Schreibstil und Einflüsse
Evenson promovierte in Literaturwissenschaft und kritischer Theorie und sein literarisches Werk zeigt viele dieser philosophischen Einflüsse. Evensons wiederkehrende Themen wie Virtualität und Wahrnehmung lassen sich auf die Theorien von Deleuze und Guattari zurückführen.
Altmann's Tongue beginnt mit einem Epigramm von Julia Kristeva; Dark Property enthält deutsche Originalzitate von Martin Heidegger; und mehrere von Evensons Büchern haben Epigramme des amerikanischen Philosophen Alphonso Lingis zum Motto.
Evenson erklärt jedoch, möglichst alle philosophischen Elemente vollständig in seine Fiktion integrieren zu versuchen, anstatt einen konkreten Standpunkt zu vertreten. Er argumentiert, dass das direkte Lesen philosophischer Werke lohnender sei als das Lesen von Philosophie, die als Fiktion verschleiert ist.
Einige von Evensons Werken erforschen sein mormonisches Erbe, oft aus einer kritischen Perspektive oder bei der Untersuchung kontroverser Themen. So beschäftigt sich beispielsweise die Hauptfigur von The Open Curtain (2006) mit einem Mord, der Anfang des 20. Jahrhunderts von William Hooper Young begangen wurde, einem Enkel des Mormonenführers Brigham Young aus dem 19. Jahrhundert, während Immobility (2012) in einem postapokalyptischen Utah spielt und einige esoterische Elemente der mormonischen Theologie enthält. Dennoch hat Evenson betont, dass er den gläubigen Mormonen einen gewissen Respekt entgegenbringt und sie nicht beiläufig beleidigen oder provozieren möchte.
Evensons Werk wurde mit dem von J. G. Ballard, Jorge Luis Borges, Paul Bowles, Franz Kafka, William S. Burroughs, Cormac McCarthy und Robert Coover verglichen. Evenson hat seine Bewunderung für den Horrorautor Peter Straub und für Kriminalromane des Hardboiled-Genres zum Ausdruck gebracht, sowohl für Altmeister wie Dashiell Hammett und Jim Thompson als auch für zeitgenössische Autoren wie Andrew Vachss. Als weitere literarische Einflüsse nennt Evenson Klassiker der Horrorliteratur wie etwa Edgar Allan Poe, Algernon Blackwood und Robert Aickman, zu seinen Lieblingsautoren gehören aber besonders Schriftsteller der deutschsprachigen Moderne wie Robert Walser, Robert Musil, Peter Handke und Thomas Bernhard. So schrieb Evenson z. B. das Vorwort für eine amerikanische Ausgabe von Bernhards Novellen.

## Literarische Werke

### Romane
- Father of Lies (1998; Coffee House Press Neuauflage 2016)
- Dark Property (2002)
- The Open Curtain (2006; Coffee House Press, Neuauflage 2016)
- Last Days (2009, erweiterte Fassung von The Brotherhood of Mutilation(2003); Coffee House Books, Neuauflage 2016)
- Immobility (2012, Tor Books)
- The Deaths of Henry King (2017, Uncivilized Books) (mit Jesse Ball und Lilli Carré)

#### Als B. K. Evenson
- Aliens: No Exit (2008)
- Dead Space: Martyr (2010, Tor)
  - Dead Space: Märtyrer (2011, Panini Verlag)
- Dead Space: Catalyst (2012, Tor) (als B. K. Evenson)
  - Dead Space: Katalysator (2013, Panini Verlag)
- The Lords of Salem (2013) (als B. K. Evenson mit Rob Zombie)
- Feral (2017, Anchor) (als B. K. Evenson mit James DeMonaco)

### Novellen
- The Brotherhood of Mutilation (2003, Underland Press)
- BABY LEG (2009, New York Tyrant Press)
- The Warren (2016, Tor)

### Erzählungssammlungen
- Altmann's Tongue (1994, Knopf; Bison Books Neuauflage 2002)
- Prophets and Brothers (1997, Rodent Press)
- Din of Celestial Birds (1997)
- Contagion (2000)
- The Wavering Knife: Stories (2004)
- Fugue State: Stories (2009, Coffee House Press; mit Illustrationen von Zak Sally)
- Windeye: Stories (2012)
- A Collapse of Horses: Stories (2016, Coffee House Press)
- Song for the Unraveling of the World: Stories (2019, Coffee House Press)
  - Gesang zum Untergang der Welt [Übersetzung von Susanne Picard] (2025, Festa)
- The Glassy, Burning Floor of Hell: Stories (2021, Coffee House Press)
- None of You Shall Be Spared (2023, Weird House Press)
- Good Night, Sleep Tight (2024, Coffee House Press)

### Erzählungen in Anthologien
- The Warren, in  Future Dreams (2018, Tor)
- Gatekeeper in Whose Future Is It?, Chapter 2 (2018, Cellarius)
- Abomata in Whose Future Is It?, Chapter 6 (2018, Cellarius)
- Wanderers After The Light in Whose Future Is It?, Chapter 12 (2018, Cellarius)
- Gyr in Pluto in Furs 2, (2022, Independent)
- The Fourth Scene in Howls From the Dark Ages (2022, HOWL Society Press)
- The Tomb Of Tal Rasha in Diablo: Tales from the Horadric Library (A Short Story Collection), (2021, Blizzard Entertainment)
  - Das Grabmal von Tal Rasha in Diablo: Aus den Archiven der Horadrim. Kurzgeschichtensammlung (2022, Panini Verlag)

## Sachbücher
- Understanding Robert Coover (2003)
- Ed Vs. Yummy Fur (or, What Happens When a Serial Comic Becomes a Graphic Novel) (2014)
- Raymond Carver's What We Talk About When We Talk About Love (2018)
- Reports (Chapbook, 2018)

## Übersetzungen
- Painting von Jean Frémon (1999)
- Introduction to The Passion of Martin Fissel Brandt von Christian Gailly [translated by Melanie Kemp] (2002)
- Giacometti: Three Essays von Jacques Dupin (2003)
- Mountain R von Jacques Jouet (2004)
- Red Haze von Christian Gailly [co-translated with David Beus] (2005)
- Electric Flesh von Christophe Claro (2006)
- The Paradoxes of Robert Ryman von Jean Frémon (2008)
- Donogoo-Tonka, or the Miracles of Science von Jules Romains (2009)
- Bunker Anatomy von Christophe Claro (2010)
- In the Time of the Blue Ball von Manuela Draeger [co-translated with Valerie Evenson] (2011)
- The Last of the Egyptians von Gerard Macé (2011)
- The Botanical Garden von Jean Frémon (2012)
- Incidents in the Night von David B. [co-translated with Sarah Evenson] (2014)
- Prisoner of the Vampires of Mars von Gustave Le Rouge [co-translated with David Beus] (2015)

## Auszeichnungen
- 1995 National Endowment for the Arts Creative Writer's Fellowship
- 1998 O. Henry Award für Two Brothers
- 2007 Edgar-Award-Finalist für The Open Curtain[11]
- 2007 International Horror Guild Award für The Open Curtain
- 2007 Shirley-Jackson-Award-Nominierung für Last Days[12]
- 2010 ALA/RUSA-Preis für den besten Horrorroman 2009 für Last Days[13]
- 2010 World-Fantasy-Award-Finalist (für 2009) für die Kurzgeschichtensammlung Fugue State[14]
- 2017 Shirley-Jackson-Award-Nominierung für The Warren[15]
- 2017 Guggenheim-Stipendium[16]
- 2019 Shirley Jackson Award für Song for the Unraveling of the World[17]
- 2020 World Fantasy Award für Song for the Unraveling of the World[18]